# Miguel Gómez del Campillo
Pedro Miguel Gómez del Campillo (Madrid, 29 d'abril de 1875 – Madrid, 2 de maig de 1962) va ser un arxiver i bibliotecari espanyol, director de l'Arxiu Històric Nacional des de 1930 i acadèmic de la Reial Acadèmia de la Història des de 1945.

## Orígens
De família d'origen aragonès, va néixer en Madrid en 1875 i es va doctorar en Filosofia i Lletres. Era bon llatinista i va destacar aviat de manera excepcional amb la paleografia, per la qual cosa va orientar la seva vida professional cap a l'arxivística. És molt probable que vingués de família lligada a aquest món de l'arxivística, ja que en la Reial Biblioteca, es troben una quarantena de llibres de Toribio del Campillo y Casamor (1824-1900), potser parent, que fou arxiver i bibliotecari. En 1896 era tècnic auxiliar del Cos Civil d'Hisenda, a Tarragona, i decideix presentar-se al Cos Facultatiu d'Arxivers, Bibliotecaris i Arqueòlegs de l'Estat, guanyant plaça amb 24 anys i obtenint el número u en les oposicions de 1899. Va casar amb Gloria Ruano de la Sota i era família de l'escriptor César González Ruano, que el cita a Mi medio siglo se confiesa a medias (1951).

## Trajectòria professional fins a la Guerra Civil, 1899-1936
Després d'obtenir la seva plaça en el Cos, és destinat en l'Arxiu Històric Nacional, i, sent-ne secretari, accedeix com a "escrivent temporer" a la Real Biblioteca amb el beneplàcit del llavors director, Juan Gualberto López-Valdemoro de Quesada, comte de les Navas. Això es devia a la proposta del comte per reforçar les labors de redacció i confecció del Catálogo de la Real Biblioteca, els dos primers volums de la qual van aparèixer el 1910, segons expressa el propi comte en l'expedient que de Campillo es conserva en l'Arxiu General de Palau. L'u de desembre de 1918 és nomenat "oficial temporer" i el 12 de maig de 1920 ja és bibliotecari segon, després de jurar "servir bé i fidelment a S. M. Alfons XIII", adjudicant-se-li un salari anual de 3.000 pessetes. Va estar així vinculat a la Reial Casa, servint en la Reial Biblioteca, fins al 15 de juny de 1931 en què va ser destituït per la nova llei de la II República que impedia compatibilitzar servei funcionarial a l'Estat amb el de servidor de l'antiga Reial Casa. Des de l'any anterior era director de l'Arxiu Històric Nacional, per reial decret de 19 de setembre de 1930.
A més de col·laborar en els dos primers volums del Catálogo de la Real Biblioteca (1910), s'hi ocupà del de Lenguas de América, aparegut el 1928, i que recull vuit dels vocabularis manuscrits existents de la col·lecció de José Celestino Mutis, sent més àmplia aquesta col·lecció, per la qual cosa surt a la llum com a "Tom I". És pràcticament la seva última contribució com a bibliotecari de la Real Biblioteca.
També va ser cap de la secció d'Estat de l'Arxiu Històric Nacional des d'abans, anys en els quals va aconseguir incorporar a la mateixa gran quantitat de documentació provinent d'altres entitats i institucions. Succeí en la direcció de l'Arxiu Històric Nacional al molt efímer i estimat per ell Manuel Magallón y Cabrera, a qui dedicà un opuscle. El 1935 ocupava Campillo el tercer lloc en l'escalafó del Cos. Va ser Inspector General d'Arxius des d'abans de la Guerra Civil i membre de la junta facultativa del Cos.

## Trajectòria professional després de la Guerra Civil, 1939-1962
El cop d'estat del 18 de juliol de 1936 el va sorprendre a Santander, zona republicana, i, després de ser detingut i pres, va estar a punt de ser afusellat, però finalment va salvar la vida. Va poder passar-se a l'altre bàndol contendent i va arribar a Burgos. El 9 de setembre de 1936 és destituït del seu càrrec a l'Espanya republicana. L'anomenat Nou Estat el 24 de juliol de 1939 fou designat jutge-instructor per a l'elaboració dels expedients de depuració política, tant dels facultatius com dels auxiliars i oficis lligats al Cos (restauradores, enquadernadors, fotògrafs, etc.), excepte el personal administratiu i subaltern. Fins a març de 1942 es va ocupar d'aquesta actuació recaptant informes sobre persones pertanyents al Cos, informes que sol·licitava a diferents instàncies, des de caps locals del Moviment, a alcaldes, companys o altres persones. Amb aquests informes elaborava els oficis pertinents que anaven als expedients que servien per depurar o no depurar, segons els casos. El seu superior era Miguel Artigas, a qui va dirigir oficis des de l'1 d'agost de 1939 fins al 26 de març de 1942 en què va signar l'últim.
Després d'aquests inicials serveis al nou règim va ser reconegut com a Comanador de l'Orde d'Alfons X el Savi, el 1945, i, aquest mateix any, és escollit acadèmic de nombre de la Reial Acadèmia de la Història, després de ser proposat pels acadèmics Antonio Ballesteros Beretta, Félix de Llanos y Torriglia i Francisco de Paula Álvarez-Ossorio. En desembre va llegir el seu discurs sobre El conde de Aranda en la embajada de Francia (1773-1787) i li va contestar la medievalista Mercedes Gaibrois Riaño. Aquesta matèria de la diplomàcia, la història de les ambaixades i, en general, les relacions internacionals a través de l'estudi de corpus documentals, va ser medul·lar en les seves recerques. Va sobresortir la seva obra Relaciones diplomáticas entre España y los Estados Unidos del Norte de América en dos volums. (Madrid, CSIC, 1944-1946) elaborats abans d'acabar la Segona Guerra Mundial i que preludiaban la futura especial relació entre ambdues nacions, culminada amb la visita a Espanya de Dwight Eisenhower. El 1945/46 l'Acadèmia li va encarregar treballs, també entre 1952 i 1962, i el 1949 se'l va nomenar per a formar part de la "Comissió per a la Publicació de Documents Històrics Inèdits per a la Història d'Espanya"; abans ja formava part de les d'Índies i del Memorial Històric Espanyol. Al llarg dels anys va ser publicant alguns articles en el Boletín de la Real Academia de la Historia en la seva línia d'estudis sobre la Diplomàcia. El novembre de 1961, poc abans de morir, va rebre la Medalla al Mèrit Acadèmic. La seva butaca la va ocupar, després de la seva defunció, Pedro Laín Entralgo, que va glossar preceptivament la seva figura en el seu discurs d'ingrés.
Va seguir en l'Arxiu Històric Nacional, que el 1952 es va traslladar de les velles instal·lacions de Recoletos al nou i ampli edifici del complex del Consell Superior d'Investigacions Científiques, al carrer de Serrano de Madrid. Després de jubilar-se va ser nomenar director honorari de l'Arxiu Històric Nacional. Va morir a Madrid, al maig de 1962, als 87 anys.

## Obres
- Gómez del Campillo (Ed. lit.), Miguel. Lenguas de América. Manuscritos de la Real Biblioteca. Tomo I.  Patrimonio Nacional, Madrid, 1928.
- Gómez del Campillo, Miguel. Relaciones diplomáticas entre España y los Estados Unidos del Norte de América. 2 vols..  CSIC, Madrid, 1944-1946.
- Gómez del Campillo, Miguel. El conde de Aranda en la embajada de Francia (1773-1787).  Real Academia de la Historia, Madrid, 1945.
- Gómez del Campillo, Miguel. El espía mayor y el conductor de embajadores.  Editorial Maestre, Madrid, 1946.
- Gómez del Campillo, Miguel. De cifras.  Editorial Maestre, Madrid, 1951.
- Gómez del Campillo, Miguel. Ricardo del Arco y Garay.  Editorial Maestre, Madrid, 1956.
- Gómez del Campillo, Miguel. Margarita de Austria, duquesa de Parma, Miguel Gómez del Campillo.  separata del Boletín de la Real Academia Española, tomo CXLVI, cuaderno I (enero-marzo 1960), 1960.